# Rauschenhof (Teuschnitz)
Rauschenhof ist ein Gemeindeteil der Stadt Teuschnitz im oberfränkischen Landkreis Kronach in Bayern.

## Geographie
Die Einöde ist umgeben von der Rauschenhöhe (622 m ü. NHN, 0,5 km westlich), dem Reuthügel (610 m ü. NHN, 0,9 km nordöstlich) und dem Hüterberg (628 m ü. NHN, 0,5 km südöstlich). Es entspringt dort der Rauschenbach, ein rechter Zufluss der Kremnitz. Ein Anliegerweg führt zu einer Gemeindeverbindungsstraße, die nach Wickendorf verläuft (0,8 km nördlich).

## Geschichte
Rauschenhof gehörte zur Realgemeinde Wickendorf. Das Hochgericht übte das bambergische Centamt Teuschnitz aus. Grundherr des Einödegehöftes war das Kastenamt Teuschnitz.
Mit dem Gemeindeedikt wurde Rauschenhof dem 1808 gebildeten Steuerdistrikt Teuschnitz und 1818 der Ruralgemeinde Wickendorf zugewiesen. Am 1. Januar 1978 wurde Rauschenhof im Zuge der Gebietsreform in Bayern nach Teuschnitz eingemeindet.

### Einwohnerentwicklung
| Jahr      | 001818 | 001861 | 001871 | 001885 | 001900 | 001925 | 001950 | 001961 | 001970 | 001987 |
| Einwohner | *      | 7      | 12     | 12     | 15     | 8      | 8      | 10     | 11     | 6      |
| Häuser    | *      |        |        | 2      | 3      | 2      | 1      | 1      |        | 1      |
| Quelle    | [ 5 ]  | [ 7 ]  | [ 8 ]  | [ 9 ]  | [ 10 ] | [ 11 ] | [ 12 ] | [ 13 ] | [ 14 ] | [ 1 ]  |

## Religion
Der Ort ist römisch-katholisch geprägt und nach Mariä Himmelfahrt (Teuschnitz) gepfarrt.